# Electro-Harmonix
Electro Harmonix — нью-йоркська компанія, що виробляє електронні звукові процесори. Найбільш відома у 1970-х та 1990-х своїми серіями педальних примочок для гітари. Компанію заснував у 1968 році Майк Метьюз.